# Bermejo (Mendoza)
Pour les articles homonymes, voir Bermejo.
 (novembre 2023).
Si vous disposez d'ouvrages ou d'articles de référence ou si vous connaissez des sites web de qualité traitant du thème abordé ici, merci de compléter l'article en donnant les références utiles à sa vérifiabilité et en les liant à la section « Notes et références ».
Bermejo est une localité argentine située dans le département de Guaymallén, province de Mendoza.

## Description
Elle est située à 15 minutes du centre commercial de la ville de Mendoza, dont la rue principale est Mathus Hoyos, dans une zone de microclimat. En raison de sa très faible urbanisation, sans accumulateur de chaleur ni îlot de chaleur, elle est beaucoup plus fraîche en été, ce à quoi s'ajoutent ses vieux bosquets. Son hôtel principal s'appelle Ejército de los Andes. L'usine de transmission de LRA6 Radio Nacional Mendoza est située ici.

## Histoire
Les Huarpes appelaient les terres aujourd'hui appelées Bermejo « Cuascarile », ce qui signifie « Vert silencieux ». À l'arrivée des Espagnols, il y avait le cacique Ycano, et les capitaines Escobar Torres et Perez de Marcotegui étaient les encomenderos (vers 1570). En 1650, ils étaient la propriété du capitaine Juan de Nieves y Castilla, qui a fondé son estancia et construit une chapelle. Il s'agissait donc de la Capilla de las Nieves que d'autres l'appelaient Capilla de Nieves du nom de la Vierge des Neiges. En 1710, elle était la vice-paroisse de Guaymallén, et devint finalement la propriété du Dr Manuel Bermejo, un homme public de Mendoza.

## Religion
| Archidiocèse | Mendoza                        |
| ------------ | ------------------------------ |
| Paroisse     | Nuestra Señora de las Mercedes |